# Rugby 7 na Letnich Igrzyskach Olimpijskich 2024 – kwalifikacje mężczyzn
Kwalifikacje do olimpijskiego turnieju rugby 7 mężczyzn 2024 miały na celu wyłonienie męskich reprezentacji narodowych w rugby 7, które wystąpią w tym turnieju.
Oficjalne ogłoszenie systemu kwalifikacji przez World Rugby nastąpiło na początku kwietnia 2022 roku po zatwierdzeniu przez Międzynarodowy Komitet Olimpijski. Proces kwalifikacji dla zespołów obojga płci był co do zasady taki sam i obejmował jedno miejsce dla gospodarza igrzysk, cztery dla czołowych drużyn światowego cyklu (World Rugby Sevens Series i World Rugby Women’s Sevens Series), sześć dla zwycięzców turniejów eliminacyjnych w każdym z sześciu regionów podlegających WR oraz jedno dla triumfatora światowego turnieju kwalifikacyjnego, w którym wystąpi po dwanaście zespołów wyznaczonych z klucza geograficznego, które do tego czasu nie uzyskają awansu. Regionalne turnieje odbędą się pomiędzy 31 maja a 31 grudnia 2023 roku. W turniejach ostatniej szansy, które odbędą się do 23 czerwca 2024 roku, każdemu z regionów przyznano po dwa miejsca.

## Zakwalifikowane drużyny
| Kwalifikacja                          | Data                            | Gospodarz | Miejsca | Zakwalifikowani                         |
| ------------------------------------- | ------------------------------- | --------- | ------- | --------------------------------------- |
| Gospodarz                             | –                               | –         | 1       | Francja                                 |
| World Rugby Sevens Series (2022/2023) | 4 listopada 2022 – 21 maja 2023 |           | 4       | Nowa Zelandia Argentyna Fidżi Australia |
| CONSUR Sevens 2023                    | 17–18 czerwca 2023              | Urugwaj   | 1       | Urugwaj                                 |
| Igrzyska Europejskie 2023             | 25–27 czerwca 2023              | Polska    | 1       | Irlandia                                |
| RAN Sevens 2023                       | 19–20 sierpnia 2023             | Kanada    | 1       | Stany Zjednoczone                       |
| Mistrzostwa Afryki 2023               | 16–17 września 2023             | Zimbabwe  | 1       | Kenia                                   |
| Azjatycki turniej kwalifikacyjny      | 18–19 listopada 2023            | Japonia   | 1       | Japonia                                 |
| Mistrzostwa Oceanii 2023              | 10–12 listopada 2023            | Australia | 1       | Samoa                                   |
| Światowy turniej kwalifikacyjny       | 21–23 czerwca 2024              | Monako    | 1       | Południowa Afryka                       |
| Razem                                 |                                 |           | 12      |                                         |

## Kwalifikacje

### World Rugby Sevens Series (2022/2023)
Nowozelandczycy, po zwycięstwach w trzech turniejach i dwóch przegranych finałach, jako pierwsi zapewnili sobie kwalifikację na igrzyska awansując do półfinału dziewiątych zawodów, w kolejnym dołączyli do nich Argentyńczycy i Fidżyjczycy. Walka o ostatnie miejsce rozegrała się w kończącym sezon turnieju w Londynie, gdzie Australijczycy – pomimo zajęcia niższej lokaty – jednym punktem w klasyfikacji generalnej wyprzedzili Samoańczyków.

### Turnieje kontynentalne

#### Afryka
W mistrzostwach zagwarantowany udział miała Południowa Afryka i czołowa ósemka poprzedniej edycji, a o pozostałe trzy miejsca został rozegrany turniej eliminacyjny na Mauritiusie w dniach 24–25 czerwca 2023 roku. Główne zawody zostały rozegrane w dniach 16–17 września 2023 roku w Zimbabwe. Drużyny rywalizowały w pierwszym dniu systemem kołowym podzielone na trzy czterozespołowe grupy, po czym w drugim dniu osiem najlepszych awansowało do ćwierćfinałów, a pozostałe cztery zmierzyły się w walce o Bowl. W zawodach triumfowali Kenijczycy kwalifikując się tym samym na LIO 2024, pozostali medaliści – Południowa Afryka oraz Uganda – awansowali zaś do światowego turnieju barażowego.

#### Ameryka Południowa
Do rozegranych w dniach 17–18 czerwca 2023 roku na Estadio Charrúa w Montevideo zawodów zostało zaproszonych wszystkich dziewięć związków zrzeszonych w Sudamérica Rugby będących jednocześnie pełnymi członkami World Rugby. Do rozgrywek przystąpiło sześć zespołów, które w pierwszej fazie rozegrały spotkania systemem kołowym w ramach jednej grupy, następnie czołowa dwójka zmierzyła się w finale, dwie kolejne dwójki walczyły zaś o miejsca trzecie i piąte. W finale spotkały się reprezentacje Urugwaju i Chile, a lepsi okazali się gospodarze zawodów uzyskując tym samym bezpośredni awans na igrzyska w Paryżu. Natomiast w meczu o trzecie miejsce Brazylijczycy po dogrywce pokonali Kolumbijczyków i wraz z Chilijczykami otrzymali prawo do występu w światowym turnieju kwalifikacyjnym.

#### Ameryka Północna
Pod koniec marca 2023 roku Rugby Americas North przyznał Kanadzie prawa do organizacji zawodów. Na początku maja tego roku ogłoszono natomiast, że w zaplanowanym w dniach 19–20 sierpnia 2023 roku na Starlight Stadium w Langford turnieju weźmie udział dziewięć zespołów, następnie ich liczba spadła do siedmiu, a ostatecznie do sześciu. Rywalizowały one w pierwszej fazie systemem kołowym podzielone na dwie trzyzespołowe grupy, po czym czołowe z każdej z nich awansowały bezpośrednio do półfinałów, zaś pozostałe cztery zmierzyły się w meczach ćwierćfinałowych o pozostałe dwa miejsca w tej fazie. Stawką mistrzostw prócz medali był także bezpośredni awans do olimpijskiego turnieju dla triumfatora oraz dla kolejnych dwóch zespołów prawo gry w turnieju barażowym. Faworyzowane zespoły USA i Kanady łatwo poradziły sobie zarówno z grupowymi, jak i półfinałowymi przeciwnikami. W finale – mimo iż stracili swoje pierwsze punkty w turnieju – wyraźnie lepsi okazali się reprezentanci USA kwalifikując się tym samym na LIO 2024, pozostali medaliści – Kanada oraz Meksyk – awansowali zaś do światowego turnieju barażowego.

#### Azja
W połowie grudnia 2022 roku władze Asia Rugby podjęły decyzję o organizacji kwalifikacji w formie pojedynczego turnieju. Zawody zostały zatem zaplanowane do rozegrania w dniach 18–19 listopada 2023 roku, już po zakończeniu mistrzostw kontynentu, a na gospodarza została wybrana Japonia. Do turnieju przystąpiło osiem zespołów, które rywalizowały w pierwszej fazie systemem kołowym podzielone na dwie czterozespołowe grupy, po czym dwie czołowe z każdej z nich awansowały do półfinałów. Stawką zawodów był także bezpośredni awans do olimpijskiego turnieju dla triumfatora oraz dla kolejnych dwóch zespołów prawo gry w turnieju barażowym. W zawodach triumfowali Japończycy kwalifikując się tym samym na LIO 2024, pozostali medaliści – Hongkong oraz Chiny – awansowali zaś do światowego turnieju barażowego.

#### Europa
Dwunastozespołowy turniej kwalifikacyjny został zaplanowany do rozegrania podczas Igrzysk Europejskich 2023 w dniach 25–27 czerwca 2023 roku. Najlepsi w zawodach okazały się reprezentanci Irlandii zyskując bezpośredni awans na igrzyska, pozostałe medale otrzymali Brytyjczycy i Hiszpanie, którzy tym samym awansowali do turnieju barażowego.

#### Oceania
Pod koniec września 2023 roku ogłoszono, że zawody zostaną rozegrane w Brisbane. Mistrzostwa stanowiły część kwalifikacji do turnieju rugby 7 na Letnich Igrzyskach Olimpijskich 2024 z awansem dla najlepszej dotychczas niezakwalifikowanej reprezentacji oraz udziałem w zawodach barażowych dla dwóch kolejnych. W turnieju wzięło udział piętnaście reprezentacji, które rywalizowały w pierwszej fazie systemem kołowym w ramach trzech pięciozespołowych grup, a w pierwszej z nich znalazły się drużyny nie biorące udziału w olimpijskich eliminacjach. Zwycięzcy grup B i C zmierzyli się w walce o bezpośredni awans na igrzyska, był to jednocześnie jeden z półfinałów całych mistrzostw, w drugim zaś zmierzyły się dwie czołowe drużyny grupy A. W finale olimpijskich kwalifikacji Samoa łatwo pokonała Papuę-Nową Gwineę, ci drudzy zyskali zaś prawo udziału w światowym turnieju barażowym wraz z reprezentantami Tonga, którzy uplasowali się na piątej pozycji.

### Światowy turniej kwalifikacyjny
W turnieju ostatniej szansy, z awansem na igrzyska dla jego triumfatora, każdemu z regionów przydzielono po dwa miejsca dla najlepszych zespołów, które nie uzyskały automatycznej kwalifikacji z kontynentalnej eliminacji. W połowie grudnia 2019 roku World Rugby ogłosił, iż oba turnieje ostatniej szansy odbędą się na stadionie Ludwika II w Monako w dniach 21–23 czerwca 2024 roku. Losowanie grup zostało zaplanowane na 20 kwietnia 2024 roku w Monako, przed nim zespoły zostały podzielone na cztery koszyki i wyłoniło ono trzy czterozespołowe grupy. Harmonogram zawodów opublikowano na początku czerwca 2024 roku, a zaplanowano je do rozegrania w dwunastozespołowej obsadzie. W pierwszej fazie reprezentacje rywalizować miały systemem kołowym podzielone na trzy czterozespołowe grupy, po czym następowała faza pucharowa – po dwie czołowe drużyny z każdej grupy zmierzyły się w półfinałach, którego zwycięzcy walczyli w finale o jedno premiowane awansem na igrzyska miejsce. Tuż przed rozpoczęciem zawodów wycofała się z nich reprezentacja Papui-Nowej Gwinei.
Fazę grupową z kompletem zwycięstw zakończyły Południowa Afryka, Wielka Brytania i Hiszpania, dwie pierwsze spotkały się następnie w finale, gdzie po wyrównanym pojedynku – bezpunktowym w drugiej połowie – górą byli Południowoafrykańczycy, zyskując tym samym awans na paryskie igrzyska.